# Carnaval de Viareggio

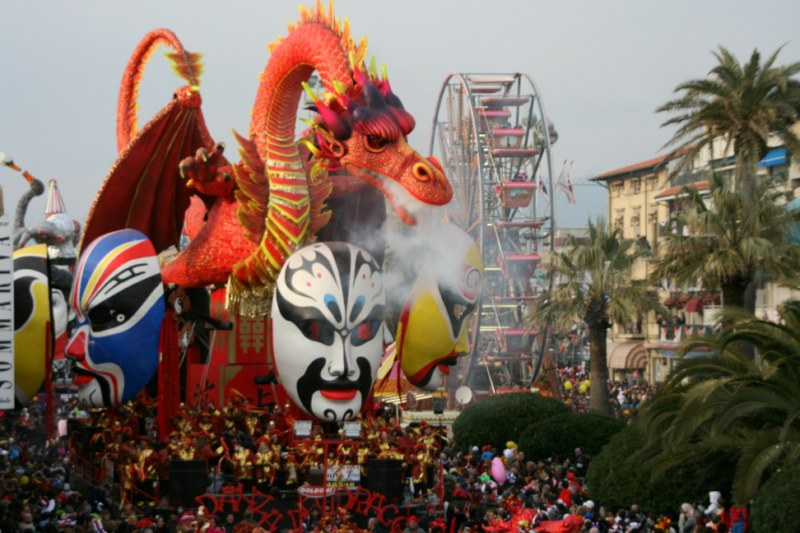
Un momento del desfile del 2010.

El Carnaval de Viareggio, en Italia, cada año, celebra el esplendor de un mes entero de fiestas diurnas y nocturnas, con desfiles de construcciones espectaculares, fiestas en los barrios, y bailes de disfraces y diferentes tipos de eventos.
El 2001 ha representado una fecha inmemorable en la historia del Carnaval de Viareggio, con la inauguración de la Ciudadela del Carnaval, un complejo multifuncional de gran belleza arquitectónica, que alberga los modernos laboratorios para la construcción de los carros alegóricos, la escuela de papel maché, además de un gran anfiteatro que permite la representación en el verano del evento bajo las estrellas en la Ciudadela, espectáculos de entretenimiento, conciertos y eventos culturales.
En la Ciudadela, en breve, albergará también el museo del Carnaval, un recorrido multimedia dedicado a la valorización y difusión de la memoria histórica y cultural del Carnaval de Viareggio y de todo el mundo.
El Carnaval de Viareggio es un momento ideal de encuentro entre pueblos y culturas distintas, gracias al eco imponente difundido por los medios de comunicación para globalizar esta fiesta que celebra además de la tradición, también los valores universales de solidaridad y de paz.